# Tianna Madison
Pour les articles homonymes, voir Madison.
Tianna Madison (divorcée Bartoletta le 30 août 1985 à Elyria) est une athlète américaine spécialiste du saut en longueur et des épreuves de sprint.
Elle compte à son palmarès deux titres de championne du monde du saut en longueur, remportés à dix ans d'écart en 2005 à Helsinki puis en 2015 à Pékin. Elle est également médaillée d'or du relais 4 x 100 m lors des Jeux olympiques de 2012 à Londres où elle établit l'actuel record du monde en compagnie de Allyson Felix, Bianca Knight et Carmelita Jeter, en 40 s 82. En 2016 à Rio, elle remporte deux nouveaux titres olympiques, au saut en longueur et sur 4 × 100 m.

## Biographie

### Championne du monde du saut en longueur
Étudiante à l'Université du Tennessee, à Knoxville, Tianna Madison se distingue lors de la saison 2005 en remportant les titres du saut en longueur des Championnats NCAA en plein air et en salle, puis en se classant deuxième des Championnats des États-Unis, derrière sa compatriote Grace Upshaw. Sélectionnée pour les Championnats du monde d'Helsinki, elle crée la surprise en remportant le concours de la longueur avec 6,89 m, nouveau record personnel, et devient la première américaine titrée dans cette épreuve depuis Jackie Joyner-Kersee lors des mondiaux de 1991, elle devance la Russe Tatyana Kotova (6,79 m) et la Française Eunice Barber (6,76 m).
En début de saison 2006, Tianna Madison décroche  la médaille d'argent des Championnats du monde en salle de Moscou avec un saut à 6,80 m, derrière la Ruuse Tatyana Kotova mais est reclassée première à la suite du dopage de celle-ci. Une cérémonie des médailles est réalisée à l'occasion des championnats du monde en salle 2018 de Birmingham. Lors de cette même saison, elle termine deuxième des championnats des États-Unis en salle et en plein air, et remporte par ailleurs le concours de la longueur du DécaNation. En 2007, l'Américaine rejoint le camp d'entraînement de Bob Kersee à Los Angeles. Cinquième seulement des championnats des États-Unis en plein air (6,57 m), elle ne parvient pas à conserver son titre mondial lors des Championnats du monde d'Osaka en ne prenant que la dixième place du concours avec un meilleur saut mesuré à 6,47 m. Elle ne parvient pas à se qualifier pour les Jeux olympiques d'été de 2008, ne terminant que cinquième des sélections américaines.

### Titre olympique et record du monde du relais 4 × 100 m
En 2012, Tianna Madison améliore ses records personnels sur 200 m en réalisant 22 s 37 (+0,3 m/s) en mai 2012 à Ponce, puis sur 100 m à l'occasion de l'Adidas Grand Prix de New York avec 10 s 97 (-0,1 m/s), descendant pour la première fois de sa carrière sous les 11 secondes. Elle finit 2e de la course derrière Shelly-Ann Fraser-Pryce (10 s 92, SB) mais devant Carmelita Jeter (11 s 05). Fin juin, lors des sélections olympiques américaines de Eugene, elle obtient sa qualification pour les Jeux de Londres en terminant deuxième de l'épreuve du 100 m en 10 s 96 (+0,9 m/s), derrière Carmelita Jeter (10 s 92).
En août 2012, lors des Jeux olympiques de Londres, Tianna Madison remporte la médaille d'or du relais 4 × 100 m aux côtés de Allyson Felix, Bianca Knight et Carmelita Jeter. L'équipe des États-Unis, qui devance la Jamaïque et l'Ukraine, établit le temps de 40 s 82 et améliore de 59/100e le vieux record mondial de la discipline détenu depuis la saison 1985 par le relais de la République démocratique allemande (Silke Gladisch, Sabine Rieger, Ingrid Auerswald et Marlies Göhr). Elle termine par ailleurs quatrième de l'épreuve du 100 m, derrière Shelly-Ann Fraser, Carmelita Jeter et Veronica Campbell-Brown, en établissant un nouveau record personnel en 10 s 85.

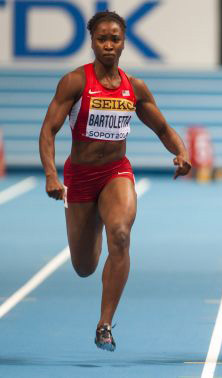
Tianna Bartoletta lors des championnats du monde en salle 2014.

En début de saison 2014, Tianna Bartoletta obtient la médaille de bronze du 60 mètres lors des championnats du monde en salle de Sopot, en Pologne, devancée par Shelly-Ann Fraser-Pryce et Murielle Ahouré. Sélectionnée dans l'équipe des États-Unis lors des premiers relais mondiaux, à Nassau, elle s'adjuge la médaille d'or du 4 × 100 m en compagnie de Alexandria Anderson, Jeneba Tarmoh et LaKeisha Lawson. Lors de la saison estivale, dans l'épreuve du saut en longueur, elle remporte les meetings d'Oslo, de Glasgow et de Stockholm, et termine en tête du classement général de la Ligue de diamant 2014.

### Championne du monde du saut en longueur dix ans après
Elle remporte la médaille d'argent du relais 4 × 100 m aux relais mondiaux de 2015 où l'équipe des États-Unis est devancée par celle de la Jamaïque.
Lors des championnats du monde 2015, à Pékin, Tianna Bartoletta remporte la médaille d'or du saut en longueur, dix ans après son premier sacre à Helsinki en 2005. Elle améliore son record personnel en finale en réalisant un saut à 7,14 m, établi à son sixième et dernier essai, et devance de 7 centimètres la Britannique Shara Proctor et de 13 centimètres la Serbe Ivana Španović.
Les 2 et 3 juillet 2016, Bartoletta se qualifie à la fois sur la longueur et sur le 100 m pour les Jeux olympiques de Rio, se classant 2e des deux épreuves avec respectivement 7,02 m SB (derrière Brittney Reese 7,31 m WL) et 10 s 77 PB (derrière English Garder 10 s 74 PB).

### Titres olympiques sur la longueur et le relais 4 x 100 m à Rio (2016)
Le 16 août, l'Américaine remporte son 1er titre olympique du saut en longueur en s'imposant en finale des Jeux olympiques de Rio avec un saut à 7,17 m, record personnel puis réussi l'exploit quelques jours plus tard à remporter également le titre du relais 4 x 100 m en 41 s 01, 2e chrono de l'histoire.
Le 21 mai 2017, elle remporte le Golden Grand Prix de Kawasaki avec 6,79 m, marque réalisée par deux fois lors de son concours. Elle améliore cette performance quelques jours plus tard à Eugene mais elle est battue par Brittney Reese (7,01 m, meilleure performance mondiale de l'année).
Le 11 août, elle remporte la médaille de bronze des Championnats du monde de Londres avec 6,96 m, derrière Brittney Reese (7,02 m) et Darya Klishina (7,00 m). Elle ne remporte pas de second titre consécutif. Sur les réseaux sociaux, l'athlète évoque avoir dû s'enfuir de chez elle en mai, sans argent et endroit où loger pour éviter les violences conjugales qu'elle subit et que cette médaille est la plus belle remportée dans sa carrière.

## Palmarès

### International
| Date | Compétition                    | Lieu             | Résultat | Épreuve   | Marque       |
| ---- | ------------------------------ | ---------------- | -------- | --------- | ------------ |
| 2005 | Championnats du monde          | Helsinki         | 1re      | Longueur  | 6,89 m       |
| 2006 | Championnats du monde en salle | Moscou           | 1re      | Longueur  | 6,80 m       |
| 2006 | DécaNation                     | Paris            | 1re      | Longueur  | 6,60 m       |
| 2007 | Championnats du monde          | Osaka            | 9e       | Longueur  | 6,47 m       |
| 2010 | DécaNation                     | Annecy           | 1re      | 100 m     | 11 s 42      |
| 2012 | Championnats du monde en salle | Istanbul         | 3e       | 60 m      | 7 s 09       |
| 2012 | Jeux olympiques                | Londres          | 4e       | 100 m     | 10 s 85      |
| 2012 | Jeux olympiques                | Londres          | 1re      | 4 × 100 m | 40 s 82 (WR) |
| 2014 | Championnats du monde en salle | Sopot            | 3e       | 60 m      | 7 s 06       |
| 2014 | Relais mondiaux de l'IAAF      | Nassau           | 1re      | 4 × 100 m | 41 s 88      |
| 2014 | Ligue de diamant               | Ligue de diamant | 1re      | Longueur  | détails      |
| 2014 | Coupe continentale             | Marrakech        | 1re      | 4 × 100 m | 42 s 44      |
| 2014 | Coupe continentale             | Marrakech        | 3e       | Longueur  | 6,45 m       |
| 2015 | Relais mondiaux de l'IAAF      | Nassau           | 2e       | 4 × 100 m | 42 s 32      |
| 2015 | Championnats du monde          | Pékin            | 1re      | Longueur  | 7,14 m (PB)  |
| 2015 | Ligue de diamant               | Ligue de diamant | 1re      | Longueur  | détails      |
| 2016 | Jeux olympiques                | Rio de Janeiro   | 1re      | Longueur  | 7,17 m (PB)  |
| 2016 | Jeux olympiques                | Rio de Janeiro   | 1re      | 4 × 100 m | 41 s 01      |
| 2017 | Relais mondiaux de l'IAAF      | Nassau           | finale   | 4 × 100 m | DNF          |
| 2017 | Championnats du monde          | Londres          | 3e       | Longueur  | 6,97 m       |
| 2017 | Ligue de diamant               | Ligue de diamant | 5e       | 100 m     | 11 s 14      |
| 2017 | Ligue de diamant               | Ligue de diamant | 4e       | Longueur  | 6,63 m       |

### National
- Championnats des États-Unis d'athlétisme :
  - vainqueur du 100 m en 2014
  - vainqueur du saut en longueur en 2015 et 2017

## Records
| Épreuve      | Épreuve          | Performance | Lieu                     | Date                            |
| ------------ | ---------------- | ----------- | ------------------------ | ------------------------------- |
| En salle     | 60 m             | 7 s 02      | Fayetteville Albuquerque | 11 février 2012 26 février 2012 |
| En salle     | 200 m            | 23 s 56     | Fayetteville             | 26 février 2005                 |
| En salle     | Saut en longueur | 6,80 m      | Moscou                   | 12 mars 2006                    |
| En plein air | 100 m            | 10 s 78     | Eugene                   | 3 juillet 2016                  |
| En plein air | 200 m            | 22 s 37     | Ponce                    | 12 mai 2012                     |
| En plein air | Saut en longueur | 7,17 m      | Rio de Janeiro           | 17 août 2016                    |

## Autres activités
Sans renoncer à sa carrière d'athlète, Tianna Madison décide fin 2012 de participer aux compétitions de bobsleigh, dans l'épreuve du bob à 2 en tant que pousseuse. Engagée aux côtés de sa compatriote Elana Meyers, elle se classe troisième de la première étape de la Coupe du monde de Lake Placid. Lolo Jones, autre athlète américaine faisant ses débuts dans cette discipline, termine deuxième de l'épreuve.